# Campionato italiano di beach soccer 2015
La Serie A 2015 è stata la 12ª edizione della massima serie del campionato italiano di calcio da spiaggia, disputata tra il 19 giugno e il 9 agosto 2015 e conclusa con la vittoria del Terracina, al suo terzo titolo, che nella finale di Lignano Sabbiadoro ha battuto il Viareggio per 7-4.
Capocannoniere del torneo è stato Raffaele Ortolini (Catania) con 18 reti.

## Squadre partecipanti
L'Udinese Beach soccer parteciperà per la prima volta al campionato di Serie A dopo aver partecipato al Super 8. Di seguito la composizione del girone A e del girone B:
Girone A
- Anxur Trenza
- Sambenedettese
- Livorno
- Milano
- Pisa
- Terracina
- Udinese
- Viareggio

Girone B
- Barletta
- Canalicchio
- Catanese
- Catania
- Catanzaro BS
- Ecosistem Futura Energia CZ
- Lamezia Terme
- Villafranca

## Girone A

### Classifica[3]
|  | Pos. | Squadra        | Pt | G | V | N | P | GF | GS | DR  |
|  | ---- | -------------- | -- | - | - | - | - | -- | -- | --- |
|  | 1.   | Viareggio      | 18 | 7 | 6 | 0 | 1 | 37 | 23 | +24 |
|  | 2.   | Terracina      | 15 | 7 | 6 | 0 | 2 | 28 | 23 | +5  |
|  | 3.   | Sambenedettese | 14 | 7 | 4 | 1 | 2 | 31 | 24 | +7  |
|  | 4.   | Anxur Trenza   | 11 | 7 | 4 | 1 | 3 | 38 | 31 | +7  |
|  | 5.   | Milano         | 10 | 7 | 3 | 1 | 3 | 29 | 28 | +1  |
|  | 6.   | Pisa           | 6  | 7 | 2 | 0 | 5 | 30 | 29 | +1  |
|  | 6.   | Livorno        | 6  | 7 | 2 | 0 | 5 | 26 | 34 | -8  |
|  | 8.   | Udinese        | 0  | 7 | 0 | 0 | 7 | 16 | 43 | -27 |

## Girone B

### Classifica[4]
|  | Pos. | Squadra                     | Pt | G | V | N | P | GF | GS | DR  |
|  | ---- | --------------------------- | -- | - | - | - | - | -- | -- | --- |
|  | 1.   | Catania                     | 21 | 7 | 7 | 0 | 0 | 52 | 17 | +35 |
|  | 2.   | Catanzaro BS                | 16 | 7 | 5 | 1 | 1 | 33 | 19 | +14 |
|  | 3.   | Lamezia Terme               | 11 | 7 | 3 | 1 | 3 | 31 | 35 | -4  |
|  | 4.   | Ecosistem Futura Energia CZ | 8  | 7 | 4 | 0 | 3 | 24 | 30 | -6  |
|  | 5.   | Barletta BS                 | 8  | 7 | 4 | 0 | 4 | 27 | 36 | -9  |
|  | 6.   | Catanese BS                 | 6  | 7 | 2 | 0 | 5 | 25 | 29 | -4  |
|  | 7.   | Villafranca BS              | 3  | 7 | 1 | 0 | 6 | 19 | 36 | -17 |
|  | 8.   | Canalicchio                 | 1  | 7 | 0 | 1 | 6 | 25 | 34 | -9  |

## Playoff

### Tabellone[5]
|  | Quarti di finale | Quarti di finale            | Quarti di finale |                     |   | Semifinali          | Semifinali | Semifinali |  |  | Finale | Finale    | Finale |
|  |                  |                             |                  |                     |   |                     |            |            |  |  |        |           |        |
|  | 1                | Catanzaro BS                | 2                |                     |   |                     |            |            |  |  |        |           |        |
|  | 8                | Sambenedettese              | 5                |                     |   |                     |            |            |  |  |        |           |        |
|  | 8                | Sambenedettese              | 5                |                     |   | Sambenedettese      | 2          |            |  |  |        |           |        |
|  |                  |                             |                  |                     |   | Sambenedettese      | 2          |            |  |  |        |           |        |
|  |                  |                             | Viareggio        | 3                   |   |                     |            |            |  |  |        |           |        |
|  | 4                | Viareggio                   | Viareggio        | 3                   | 5 |                     |            |            |  |  |        |           |        |
|  | 4                | Viareggio                   |                  |                     | 5 |                     |            |            |  |  |        |           |        |
|  | 5                | Ecosistem Futura Energia CZ | 1                |                     |   |                     |            |            |  |  |        |           |        |
|  |                  |                             |                  |                     |   |                     |            |            |  |  |        | Viareggio | 4      |
|  |                  |                             |                  | Terranova Terracina | 7 |                     |            |            |  |  |        |           |        |
|  | 3                | Lamezia Terme               | 2                |                     |   |                     |            |            |  |  |        |           |        |
|  | 6                | Terranova Terracina         | 4                |                     |   |                     |            |            |  |  |        |           |        |
|  | 6                | Terranova Terracina         | 4                |                     |   | Terranova Terracina | 5          |            |  |  |        |           |        |
|  |                  |                             |                  |                     |   | Terranova Terracina | 5          |            |  |  |        |           |        |
|  |                  |                             | Catania          | 4                   |   |                     |            |            |  |  |        |           |        |
|  | 2                | Catania                     | Catania          | 4                   | 5 |                     |            |            |  |  |        |           |        |
|  | 2                | Catania                     |                  |                     | 5 |                     |            |            |  |  |        |           |        |
|  | 7                | Trenza                      | 2                |                     |   |                     |            |            |  |  |        |           |        |

#### Finale 3º-4ºposto
| Squadra 1 | Risultato | Squadra 2      |
| --------- | --------- | -------------- |
| Catania   | 5-2       | Sambenedettese |

## Piazzamenti[6]

### Semifinali 5º-8º posto
| Squadra 1                   | Risultato | Squadra 2     |
| --------------------------- | --------- | ------------- |
| Trenza                      | 3-2       | Lamezia Terme |
| Ecosistem Futura Energia CZ | 3-4       | Catanzaro BS  |

### Finale 7º-8º posto
| Squadra 1                   | Risultato | Squadra 2     |
| --------------------------- | --------- | ------------- |
| Ecosistem Futura Energia CZ | 2-3       | Lamezia Terme |

### Finale 5º-6º posto
| Squadra 1 | Risultato | Squadra 2    |
| --------- | --------- | ------------ |
| Trenza    | 1-5       | Catanzaro BS |

## Classifica finale
| Posizione | Squadra                     |
| --------- | --------------------------- |
|           | Terracina                   |
| 2         | Viareggio                   |
| 3         | Catania                     |
| 4         | Sambenedettese              |
| 5         | Catanzaro                   |
| 6         | Trenza                      |
| 7         | Lamezia Terme               |
| 8         | Ecosistem Futura Energia CZ |